# Русская деревня (Япония)
Русская деревня Ниигаты (яп. 新潟ロシア村) — тематический парк, расположенный в Ниигате, Китакамбара, бывшая деревня Сасаками (поглощена городом Агано). Была открыта в 1993 году при финансовом содействии ныне обанкротившегося банка Niigata Chuo Bank как часть проекта по повышению уровня культурного обмена в связи с увеличением туристических потоков из России и бизнес-контактов с российскими бизнесменами. Входила в единый проект с Деревней турецкой культуры в Касивадзаки (тур. Kashiwazaki Türk Kültür Köyü) и тематическим парком «Королевство Гулливера» у горы Фудзи. Расположена по соседству с Sasakami Cayman Golf Park.
В «Русской деревне» расположились много объектов: православный храм-копия суздальского Богородице-Рождественского собора, отель, ресторан, сувенирные магазины, зверинец с байкальскими тюленями, чучела мамонтов, музей Транссиба, карусель, пивоварня, ювелирный магазин и пр. Занимает 40 тыс. м².
В 1999 году обслуживающий деревню банк обанкротился и был передан в управление Японской корпорации депозитного страхования. Финансовую ношу взяло на себя Правительство Хабаровского края, но в 2004 году финансирование было прекращено и объект закрылся. Руководителям банка из-за неэффективного расходования средств было вынесено спецобвинение в нецелевой растрате средств (огромные расходы (более 30 млрд иен) коммерчески не окупились). В 2009 году произошел пожар, возможно, из-за поджога.
Также в 1999 году, когда обанкротился банк, земля, ранее отведённая под зверинец с тюленями, была передана пляжному курорту Минамитита.